# Helge Finell

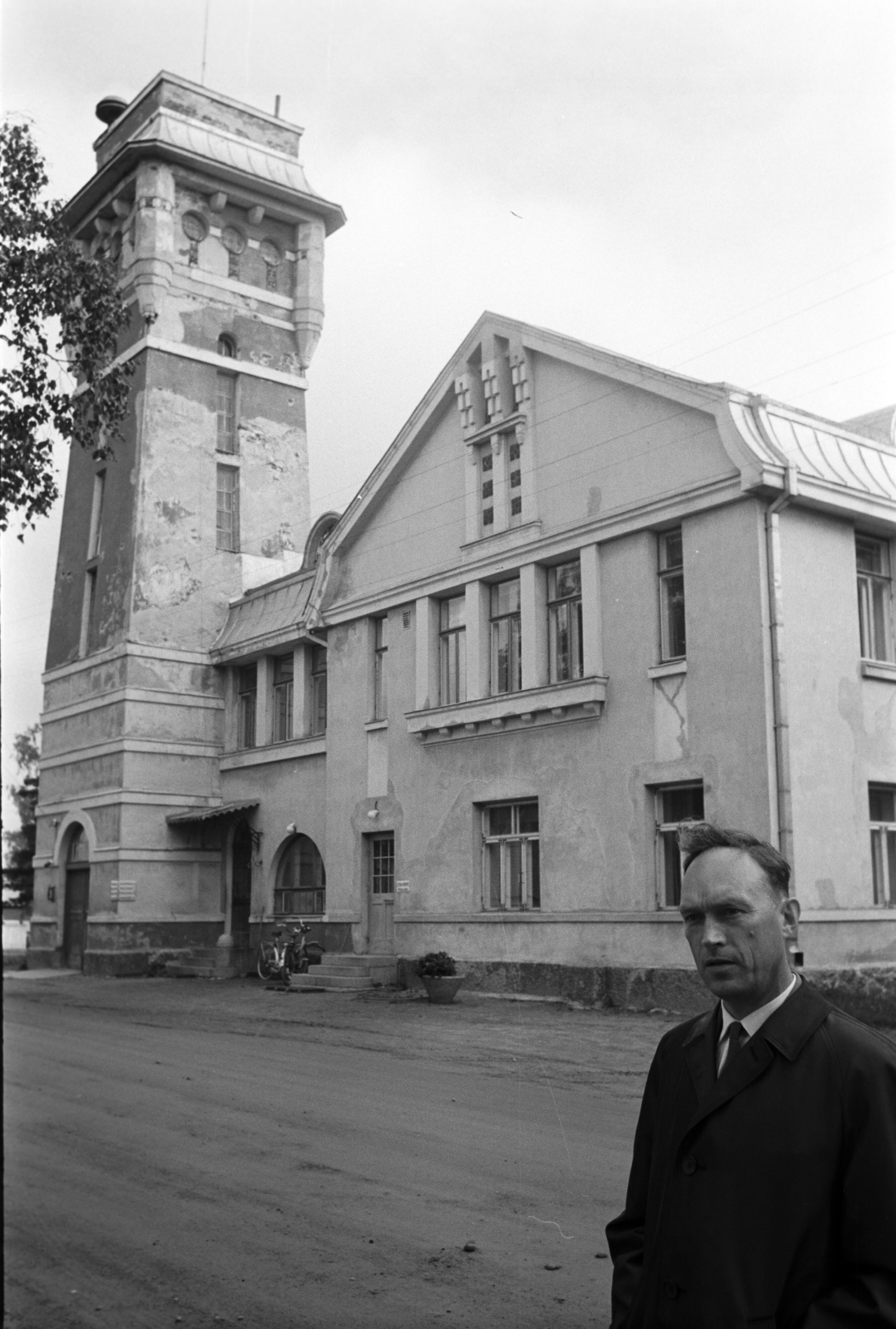
Stadsdirektör Helge Finell vid stadshuset i Kaskö

Karl Helge Finell, född 9 september 1918 i Närpes, död 3 juni 2007 var en finländsk stadsdirektör.
Finell, som var son till bonden Karl Johan Finell och Hilda Karolina Markusfolk (Berg), blev student 1938 och politices kandidat 1946. Han var köpingssekreterare i Karis 1946–1952 samt stadsdirektör och stadssekreterare i Kaskö från 1952. Han var arbetsombud i Karis och andra kommuner 1948–1950 och tillförordnad föreståndare för Helsingfors Aktiebanks kontor i Kaskö 1959–1960. Han var ordförande i styrelsen för Kaskö Päls Ab från 1964, medlem av industrikommittén för Svenska Österbotten 1961 och av Finlands hamnförbunds styrelse från 1965.